# Compsophis albiventris
Compsophis albiventris är en ormart som beskrevs av Mocquard 1894. Compsophis albiventris ingår i släktet Compsophis och familjen snokar.
Inga underarter finns listade i Catalogue of Life.
Artens utbredningsområde är Madagaskar. Arten har två från varandra skilda populationer i öns norra respektive västra del. Regionerna ligger 150 till 1000 meter över havet. Habitatet utgörs av ursprungliga fuktiga tropiska skogar.
Båda områden där Compsophis albiventris lever är nationalparker. Utanför skyddszonerna pågår skogsavverkningar. IUCN kategoriserar arten globalt som nära hotad.